# Specjalny Batalion Szenkurski
Specjalny Batalion Szenkurski (ros. Особый Шенкурский батальон) – oddział wojskowy Białych podczas wojny domowej w Rosji.
W sierpniu 1919 r. gen. Jewgienij K. Miller, głównodowodzący Armią Północną, rozkazał praporszczikowi Maksimowi N. Rakitinowi, który latem 1918 r. był przywódcą antybolszewickiego powstania szenkurskiego, sformować specjalny oddział wojskowy. Otrzymał nazwę Specjalny Batalion Szenkurski. W jego skład weszli chłopi z okolic Szenkurska, b. uczestnicy powstania, a także bolszewiccy jeńcy wojenni. Zadaniem oddziału było wykonywanie rajdów na tyły wojsk bolszewickich w celu ich dezorganizacji i zdobywania informacji wywiadowczych. Ponadto żołnierze batalionu mieli inicjować wystąpienia zbrojne chłopów przeciwko bolszewikom. Oddział nie odegrał jednak pierwotnej roli. Początkowo był rozmieszczony we wsi Morż nad Dźwiną. Stamtąd wykonywano zadania wywiadowcze. Nie udało się natomiast doprowadzić do wybuchu powstania antysowieckiego. Pod wpływem przejścia na stronę bolszewików 2 Batalionu 3 Północnego Pułku Strzeleckiego, składającego się z mieszkańców ujezdu szenkurskiego, to samo zrobiło ok. 150 żołnierzy kompanii karabinów maszynowych Specjalnego Batalionu Szenkurskiego. Pod koniec 1919 r. liczebność oddziału osiągnęła ponad 400 ludzi. Dowództwo objął kpt. Siergiej I. Worobiow. Batalion wykorzystywano na kierunku dźwińskim w charakterze zwykłej piechoty. W tym czasie jego dowództwo postanowiło wystąpić przeciwko dyktaturze gen. J.K. Millera. Domagano się zwołania demokratycznego organu władzy – gubernialnego zebrania ziemsko-miejskiego. W tym celu na pocz. 1920 r. do Archangielska zostało wysłanych 2 przedstawicieli oficerów: A. Serikow i P. Maksimow. Specjalny Batalion Szenkurski brał udział w walkach z bolszewikami na północy Rosji do samego końca. 19 lutego tego roku przybył na stację kolejową Chołmogorskaja. Tam żołnierze zdali broń i koleją przyjechali do Archangielska. Przez krótki okres pełnili w nim służbę wartowniczą, a następnie wstąpili do wojska bolszewickiego. Wielu z nich zostało jednak rozstrzelanych.